# José María Paz (futbolista)
José María Paz (Libertador General San Martín, Provincia de Jujuy, Argentina; 3 de julio de 1978) es un exfutbolista argentino. Jugaba como marcador central y su primer equipo fue River Plate. Su último club antes de retirarse fue Macará de Ecuador.

## Clubes
| Club                        | País      | Año       |
| --------------------------- | --------- | --------- |
| River Plate                 | Argentina | 1996-1998 |
| Gimnasia y Esgrima de Jujuy | Argentina | 1998      |
| River Plate                 | Argentina | 1999      |
| Unión de Santa Fe           | Argentina | 1999-2000 |
| River Plate                 | Argentina | 2000-2001 |
| Lanús                       | Argentina | 2001-2002 |
| Blooming                    | Bolivia   | 2002-2003 |
| Huracán                     | Argentina | 2003      |
| Blooming                    | Bolivia   | 2004      |
| Ben Hur de Rafaela          | Argentina | 2004-2006 |
| Atlético Tucumán            | Argentina | 2007      |
| Ben Hur de Rafaela          | Argentina | 2008      |
| Monagas                     | Venezuela | 2008-2009 |
| Central Norte de Salta      | Argentina | 2009-2010 |
| Macará                      | Ecuador   | 2010-2011 |

## Palmarés

### Campeonatos nacionales
| Título             | Club               | País      | Año    |
| ------------------ | ------------------ | --------- | ------ |
| Primera División   | River Plate        | Argentina | A-1996 |
| Primera División   | River Plate        | Argentina | C-1997 |
| Primera División   | River Plate        | Argentina | A-1997 |
| Torneo Argentino A | Ben Hur de Rafaela | Argentina | 2005   |